# Grande Prêmio Brasil Caixa de Atletismo 2019
Grande Prêmio Brasil Caixa de Atletismo 2019 – 34. edycja mityngu lekkoatletycznego, który odbył się 28 kwietnia 2019 w Bragança Paulista. Zawody były pierwszą odsłoną cyklu World Challenge Meetings w sezonie 2019 rozgrywanego pod egidą IAAF.
Rywalizacja w rzucie młotem mężczyzn zaliczana była do IAAF Hammer Throw Challenge.

## Rezultaty

### Mężczyźni
| Konkurencja:               | 1. miejsce            | Rezultat         | 2. miejsce            | Rezultat   | 3. miejsce              | Rezultat   |
| Bieg na 200 m              | Bernardo Baloyes      | 20,08 SB         | Gabriel Constantino   | 20,21 PB   | Aldemir da Silva Junior | 20,38 SB   |
| Bieg na 800 m              | Alfred Kipketer       | 1:47,16 SB       | Cornelius Tuwei       | 1:47,24    | Thiago André            | 1:48,47 SB |
| Bieg na 1500 m             | Michael Kibet         | 3:38,65 SB       | Hicham Akankam        | 3:39,31 SB | Hicham Oueladha         | 3:39,73    |
| Bieg na 110 m przez płotki | Gabriel Constantino   | 13,24w           | Jonathas Felipe Brito | 13,44w     | Eduardo de Deus         | 13,45w     |
| Bieg na 400 m przez płotki | Alison dos Santos     | 48,84 AJR WJL PB | Alfredo Sepúlveda     | 49,63 SB   | Quincy Downing          | 49,71 SB   |
| Skok o tyczce              | Augusto de Oliveira   | 5,75 SB          | Germán Chiaraviglio   | 5,60 SB    | Audie Wyatt             | 5,60       |
| Skok w dal                 | Emiliano Lasa         | 8,21w            | Alexsandro Melo       | 8,18w      | Ifeanyichukwu Otuonye   | 7,95 SB    |
| Pchnięcie kulą             | Chukwuebuka Enekwechi | 21,77 NR         | Darlan Romani         | 21,69      | Curtis Jensen           | 20,40 SB   |
| Rzut młotem                | Nick Miller           | 73,81 SB         | Bence Halász          | 73,26      | Pawieł Barejsza         | 72,82      |

### Kobiety
| Konkurencja:               | 1. miejsce     | Rezultat   | 2. miejsce         | Rezultat   | 3. miejsce         | Rezultat   |
| Bieg na 400 m              | Maggie Barrie  | 52,62 SB   | Giovana dos Santos | 53,38 PB   | Titania Markland   | 53,55 SB   |
| Bieg na 3000 m             | Daisy Jepkemei | 8:52,16 WL | Norah Jeruto Tanui | 8:53,38 SB | Beyenu Degefu      | 9:09,36 SB |
| Bieg na 100 m przez płotki | Andrea Vargas  | 12,78w     | Evonne Britton     | 12,80w     | Ebony Morrison     | 13,01w     |
| Bieg na 400 m przez płotki | Nikita Tracey  | 55,53 SB   | Cassandra Tate     | 56,34      | Marlene dos Santos | 56,79 PB   |
| Pchnięcie kulą             | Jessica Ramsey | 18,90 SB   | Daniella Hill      | 17,84 SB   | Cleopatra Borel    | 17,49 SB   |
| Rzut dyskiem               | Valarie Allman | 65,39      | Andressa de Morais | 64,86      | Fernanda Martins   | 61,62      |

## Rekordy
Podczas mityngu ustanowiono 1 rekord krajowy w kategorii seniorów:
| Zawodnik              | Reprezentacja | Konkurencja    | Rezultat |
| --------------------- | ------------- | -------------- | -------- |
| Chukwuebuka Enekwechi | Nigeria       | pchnięcie kulą | 21,77    |